# Vincenzo Cascino
Vincenzo Cascino (...) è un regista, attore e sceneggiatore italiano.

## Filmografia

### Regista
- 7 donne d'oro contro due 07 (1967)
- Le 7 cinesi d'oro (1967)

### Attore
- Le sette vipere (Il marito latino) di Renato Polselli (1964) (anche soggetto e sceneggiatura)
- Lo sceriffo che non spara di José Luis Monter e Renato Polselli (1965) (anche sceneggiatore e produttore)
- 7 donne d'oro contro due 07 (1967)
- Le 7 cinesi d'oro (1967)